# 美靈

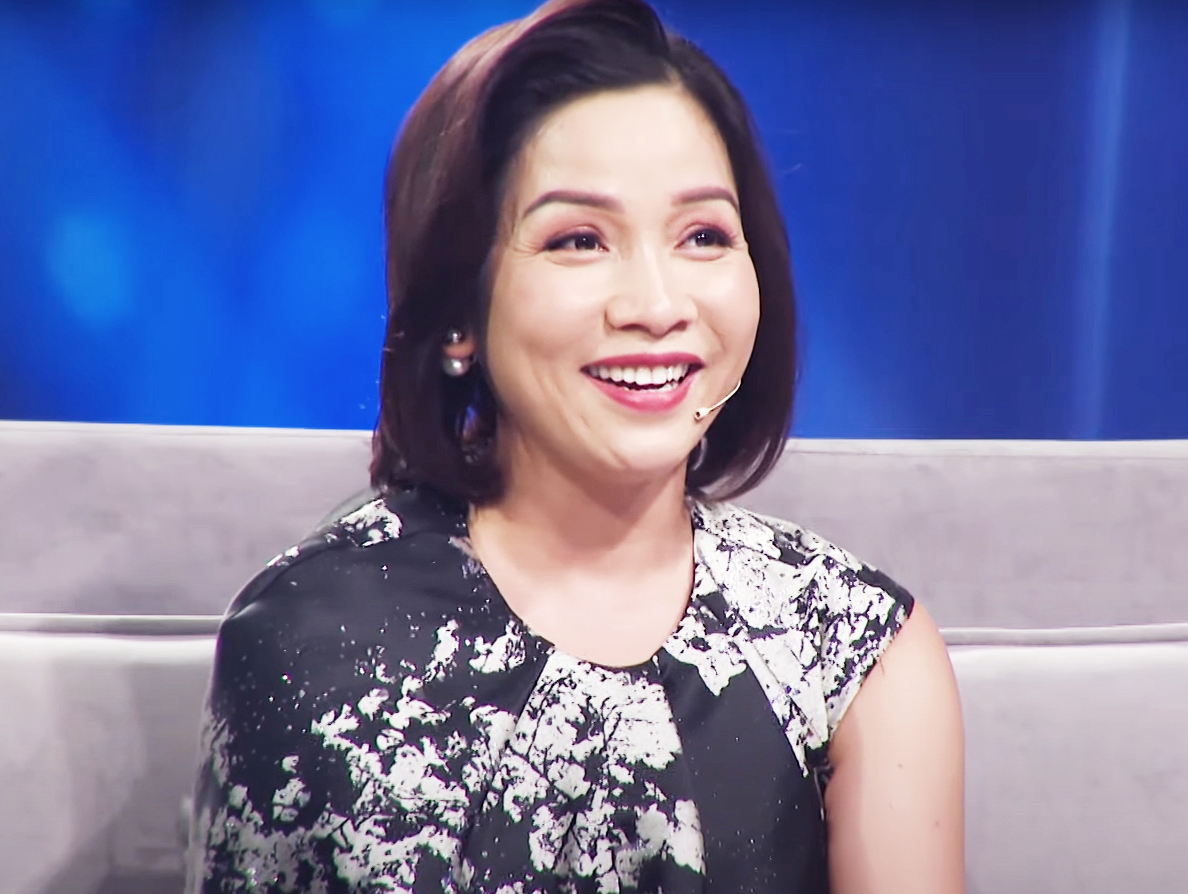

美靈（1975年8月15日—），本名杜美靈（Đỗ Mỹ Linh），越南女歌手。美靈出生在首都河內一個工人家庭，自幼音樂天賦過人。畢業於河內音樂學院。自1996年出道至今發行了13張錄音室專輯，其中有部分嘗試新風格的音樂實驗。
2013年，美靈在《越南好聲音》（第二季）擔任導師。

## 婚姻生活
婚姻生活
美靈与音乐家英君的婚姻被视为越南娱乐圈最美婚姻之一。1998年，美靈与英君结婚。英君曾有一段跨国婚姻，娶一位德国妇女，生下女儿Anna Truong，现为越南知名的网络红人。儿子英维（1999年出生），女儿美英。